# Люди і манекени
«Люди і манекени» (рос. «Люди и манекены») — російський радянський телевізійний 4-серійний художній фільм 1974—1975 років режисерів Володимира Храмова і Аркадія Райкіна.

## Короткий зміст
Таксист (Аркадій Райкін) розповідає про один зі своїх робочих днів, про зустрічі і розмови (монологи) з різними пасажирами. У фільм увійшли кращі мініатюри з вистав: «Холостяк», «Маски», «Сміятися, право, не гріх», «Многоберідзе», «Париж» та інших, зіграних Аркадієм Райкіним і його партнерами по Ленінградському театру мініатюр.

## У ролях
- Аркадій Райкін
- Вікторія Горшеніна
- Ольга Малоземова
- Наталія Соловйова
- Людмила Гвоздікова
- Володимир Ляховицкий
- Максим Максимов
- Сергій Друзьяк

## Знімальна група
- Автори сценарію: — Михайло Жванецький, Ліон Ізмайлов, Аркадій Райкін
- Режисери-постановники: — Володимир Храмов, Аркадій Райкін
- Оператори-постановники: — Юрій Журавльов, Євген Русаков
- Художники-постановники: — Юрій Кутів
- Композитори: — Геннадій Гладков
- Звукооператори: — Натау Боярський Володимир Сілаєв
- Автори тексту пісень: — Бориса Заходера, Юрія Ентіна